# Macaranga beccariana
Macaranga beccariana är en törelväxtart som beskrevs av Elmer Drew Merrill. Macaranga beccariana ingår i släktet Macaranga och familjen törelväxter. Inga underarter finns listade i Catalogue of Life.